# Andrés Murillo
Andrés Felipe Murillo Segura (ur. 4 stycznia 1996 w Zarzal) – kolumbijski piłkarz występujący na pozycji środkowego obrońcy, obecnie zawodnik meksykańskiego Santosu Laguna.

## Kariera klubowa
Murillo jest wychowankiem akademii juniorskiej Alianza Bolívar, w której trenował między siódmym a piętnastym rokiem życia. W późniejszym czasie został graczem klubu CD La Equidad ze stołecznej Bogoty, do którego pierwszej drużyny został włączony jako osiemnastolatek przez szkoleniowca Fabera Lópeza. Pierwszy mecz rozegrał w niej we wrześniu 2014 z Patriotas (0:0) w rozgrywkach krajowego pucharu. W Categoría Primera A zadebiutował natomiast 9 listopada 2014 w wygranym 3:2 spotkaniu z Deportivo Cali. Mimo młodego wieku już po kilku miesiącach wywalczył sobie pewne miejsce na środku obrony, premierowego gola w najwyższej klasie rozgrywkowej zdobywając 9 kwietnia 2015 w zremisowanej 2:2 konfrontacji z Alianzą Petrolera. Barwy La Equidad reprezentował przez dwa lata, lecz bez większych osiągnięć drużynowych.
Latem 2016 Murillo został wypożyczony do meksykańskiej ekipy Santos Laguna z siedzibą w Torreón.

## Statystyki kariery
| La Equidad    | 2014      | Kolumbia | Primera A | 1  | 0 | 1 | 0 | — | — | —  | 2  | 0 |
| La Equidad    | 2015      | Kolumbia | Primera A | 31 | 1 | 4 | 0 | — | — | —  | 35 | 1 |
| La Equidad    | 2016      | Kolumbia | Primera A | 11 | 1 | 1 | 0 | — | — | —  | 12 | 1 |
| Santos Laguna | 2016–2017 | Meksyk   | Liga MX   | 0  | 0 | — | — | — | — | —  | 0  | 0 |
| Ogółem        |           |          |           |    |   |   |   |   |   |    |    |   |
| Kolumbia      | Kolumbia  | Kolumbia | 43        | 2  | 6 | 0 | — | — | — | 49 | 2  |   |
| Meksyk        | Meksyk    | Meksyk   | 0         | 0  | — | — | — | — | — | 0  | 0  |   |
| Ogółem        | Ogółem    | Ogółem   | Ogółem    | 43 | 2 | 6 | 0 | — | — | —  | 49 | 2 |